# Palou (Granollers)
Palou es un barrio agrícola en el municipio de Granollers, Provincia de Barcelona, Cataluña, España. Había sido municipio independiente hasta 1928, en que se anexionó a Granollers. 

## Historia
Las primeras noticias sobre Palou son del año 924 cuando aparece entre las donaciones recibidas por el monasterio de San Cugat del Vallés como "in vallense, termino de palaciolo".
En las épocas medieval y moderna se puede documentar como un núcleo agrícola con pequeñas explotaciones, algún molino y cultivo de viñedo y frutales. También había explotaciones de ganado vacuno y porcino. A partir del siglo XVIII aparece el cultivo de cereales, patatas y cáñamo.
Hacia mediados del siglo XIX, el lugar, por entonces con ayuntamiento propio, tenía contabilizada una población de 480 habitantes. Aparece descrito en el decimosegundo volumen del Diccionario geográfico-estadístico-histórico de España y sus posesiones de Ultramar de Pascual Madoz con las siguientes palabras:

PALOU (SAN JULIAN DE): l. con ayunt. en la provincia., audiencia territorial, c. g. y diócesis de Barcelona (3 leg.) partido judicial de Granollers (1/3): sit. en una vasta llanura á inmediaciones de la riera de Congost, con buena ventilacion y clima templado y sano; las enfermedades comunes son fiebres intermitentes. Tiene 110 casas, la consistorial, en cuyo local se halla la escuela de instruccion primaria, concurrida por 40 alumnos que pagan al maestro una retribucion convencional; una igl. parr. (San Julian) servida por un cura de primer ascenso, de provision real y del arcediano mayor de la Sta. igl. cated., y un vicario. El térm. confina N, Granollers; E. Vilanova de la Roca; S. Montmeló, y O. Llisá de Vall. El terreno es de buena calidad, participa de secano y de regadio por medio de las aguas de algunas minas. Los caminos son de herradura y de ruedas, pero todos locales. El correo le recogen los interesados en Granollers. prod. : toda clase de cereales, cáñamo y legumbres; vino y aceite con escasez, y poca caza de conejos, liebres y perdices pobl. : 85 vec., 480 alm. cap. prod. : 3.099,200 rs. imp. : 77,480.
(Madoz, 1849, p. 627)

El municipio de Palou desapareció de cara al censo de España de 1930, al incorporarse al de Granollers.
En el siglo XX la explotación ganadera, especialmente de vacas para leche, resultó el motor principal de la economía de la zona y las dificultades de un ayuntamiento tan pequeño para a administrar el municipio hizo aparecer la posibilidad de anexionarse a algún municipio de los circundantes. Desde 1854, con la construcción de la línea de ferrocarril de Barcelona a Granollers, se había valorado la posibilidad de construir un apeadero en Palou y atraer así a veraneantes. Ya en los años 1920, Granollers se planteó trasladar la estación de tren de su ubicación original al límite entre ambos municipios. Así, Palou no tendría estación en el núcleo pero sí en un extremo.  Así pues en 1927 se acordó la fusión de los dos municipios de manera que Granollers ampliaba su territorio y Palou resolia aspectos básicos de servicios como la potabilidad del aiga, la sanidad o la luz eléctrica. Además, los habitantes de Palou tendrían un régimen tributario favorable sobre los arbitrios del ganado, entre otros.
Después de fusionarse los municipios el 1 de enero de 1928, la documentación que conservaba el Ayuntamiento de Palou fue traspasada al de Granollers pero en aquel momento no existía un archivo adecuado y se desconoce cómo y dónde se conservó en cada momento. La primera notícia que nos llega es del año 2002, cuando se localizó dicha documentación en un almacén municipal y se pudo agregar al Archivo Municipal de Granollers creándose un fondo documental que permite estudiar el desarrollo de Palou desde el siglo XVII.

## Demografía
| Gráfica de evolución demográfica de Palou entre 1842 y 1920 |
| |
| Población de derecho según los censos de población del INE. Población de hecho según los censos de población del INE.En este censo se denominaba San Julián de Palou: 1842. Entre el censo de 1930 y el anterior, este municipio desaparece porque se integra en el municipio Granollers. |

## Lugares de interés cultural e histórico
- Iglesia de San Julián de Palou: iglesia parroquial de estilo gótico, construida al siglo XVI. Antes hubo un templo románico, sobre el que se construyó el actual, que se encontraba en malas condiciones.
- Torre de les Aigües: comprende un conjunto de edificios que datan de los siglos XV y XVI. Encontramos la masía que le da nombre, fue casa solariega de la familia de los Junyent (antes conocida como Can Junyent), y que contó con personajes ilustres en la corte catalana. Dentro de la masía se  encontraba la capilla de la Verge de les Aigües, en el actual comedor del restaurante Torre de les Aigües.[9] La imagen de la Verge de las Aigües, que es cómo se conocía popularmente a la Mare de Déu de les Neus, y a quien los campesinos  dedicaban las plegarias por la lluvia, se perdió (decapitada) en 1936.[10] Esta capilla se considera que era la antigua iglesia de Palou y que data del siglo XII.
- Escuelas de Palou: edificio novecentista inaugurado en 1932 y que acogió las escuelas públicas del pueblo.